# Анрі Артюс
Анрі Артюс (фр. Henri Arthus, 10 березня 1872 — 12 серпня 1962) — французький яхтсмен.
Бронзовий призер Олімпійських Ігор 1908 року в класі 6 метрів.